# Валери Цеков (министър)
 Тази статия е за министъра.  За депутата вижте Валери Цеков.  
Валери Любенов Цеков е български политик.

## Биография
Роден е на 25 август 1954 година в Ямбол. През 1979 година завършва Висшия икономически институт в София. След това до 1982 година работи в ДСО „Търговия на едро“. В периода 1985-1990 година работи като директор на ЦУМ. През 1990 година е направен министър на търговията и услугите в правителството на Андрей Луканов. След 1992 година започва свой частен бизнес.
Почива на 31 октомври 2023 година в Радомир.